# Cricotopus globistylus
Cricotopus globistylus är en tvåvingeart som beskrevs av Roback 1957. Cricotopus globistylus ingår i släktet Cricotopus och familjen fjädermyggor. Inga underarter finns listade i Catalogue of Life.